# Малыгин, Владимир Ильич
Влади́мир Ильи́ч Малы́гин (укр. Володимир Ілліч Малигін; род. 1 ноября 1948, Ворошиловск, Ворошиловградская область) — советский и украинский футболист и тренер. Мастер спорта СССР с 1972 года. Имеет высшее образование.

## Биография

### Клубная карьера
Воспитанник ворошиловской «Стали». Позже выступал за «Коммунарец» из Коммунарска. С 1970 года по 1981 год выступал за ворошиловградскую «Зарю». В команде провёл 264 матча и забил 1 гол. В 1972 году вместе с командой выиграл чемпионат СССР, дважды становился финалистом Кубка СССР. В 1973 году провёл 4 матча в кубке европейских чемпионов.
Заканчивал карьеру в клубе «Сокол» из города Ровеньки. В 2010 году сайт Football.ua поставил Малыгина на 7-е место в списке 50-ти лучших игроков «Зари».

### Карьера в сборной
В национальной сборной СССР дебютировал 29 июня 1972 на турнире в Бразилии в победном матче с Уругваем (1:0). Также сыграл ещё в двух матчах против Аргентины и Португалии.

### Тренерская карьера
С 1981 по 2000 год работал детским тренером в луганской «Заре» и совмещал с игрой за «Сокол».
С 2001 по 2002 год работал одним из тренеров в ровенском клубе «Авангард», выступавшем во Второй лиге Украины, затем вернулся в «Зарю», работал тренером группы ДЮСШ 1994 года рождения.
В 2017 году Малыгин стал тренером Государственного учреждения ЛНР «Луганская учебно-воспитательное объединение „Спортивная академия Заря“».
В августе 2017 года Указом Главы ЛНР Игоря Плотницкого Владимиру Малыгину было присвоено почетное звание «Заслуженный работник физической культуры Луганской Народной Республики».
В июле 2018 года Почта Луганской Народной Республики выпустила марку с портретом В. Малыгина. Марка входит в блок марок «Финал Чемпионата мира по футболу».

## Достижения
- Чемпион СССР: 1972
- Финалист Кубка СССР (2): 1974, 1975

## Личная жизнь
Два сына играли в футбол на профессиональном уровне — старший Юрий (1971) и младший Александр (1978).